# San Cesareo
San Cesareo är en ort och kommun i storstadsregionen Rom, innan 2015 provinsen Rom, i regionen Lazio i Italien. Kommunen hade 15 801 invånare (2018) och gränsar till kommunerna Colonna, Monte Compatri, Palestrina, Rocca Priora och Zagarolo.